# Nunataki Proval’nye
Die Nunataki Proval’nye (englische Transkription von russisch Нунатаки Провальные Nunataki Prowalnyje, deutsch ‚Fehlschlagsnunatakker‘) sind eine Gruppe von Nunatakkern im ostantarktischen Mac-Robertson-Lands. Sie ragen unmittelbar südöstlich der Manning-Nunatakker an der Ostseite des südlichen Abschnitts des Amery-Schelfeises auf.
Russische Wissenschaftler benannten sie. Der weitere Benennungshintergrund ist nicht überliefert.